# San Luis (San Pablo)

San Pablo província, Cajamarca

San Luis é um distrito do Peru, departamento de Cajamarca, localizada na província de San Pablo.

## Transporte
O distrito de San Luis é servido pela seguinte rodovia:
- PE-8A, que liga o distrito de Chilete à cidade de Cajamarca[1][2][3]